# Бофор (сыр)
Бофо́р (фр. Beaufort) — один из самых благородных и известных варёных прессованных французских сыров из коровьего молока.

## История
Родиной Бофора является Савойя. Сыр начали производить местные монахи по рецепту Римской империи. Большую популярность сыр получил в XVIII веке. Раньше сыр назывался «вашрен» (Vacherin, от vache — корова). Название Бофор сыр получил в 1865 году в честь деревни в Альпах, около которой развивалось его производство. 4 апреля 1968 года Бофор получил сертификат AOC.

## Изготовление

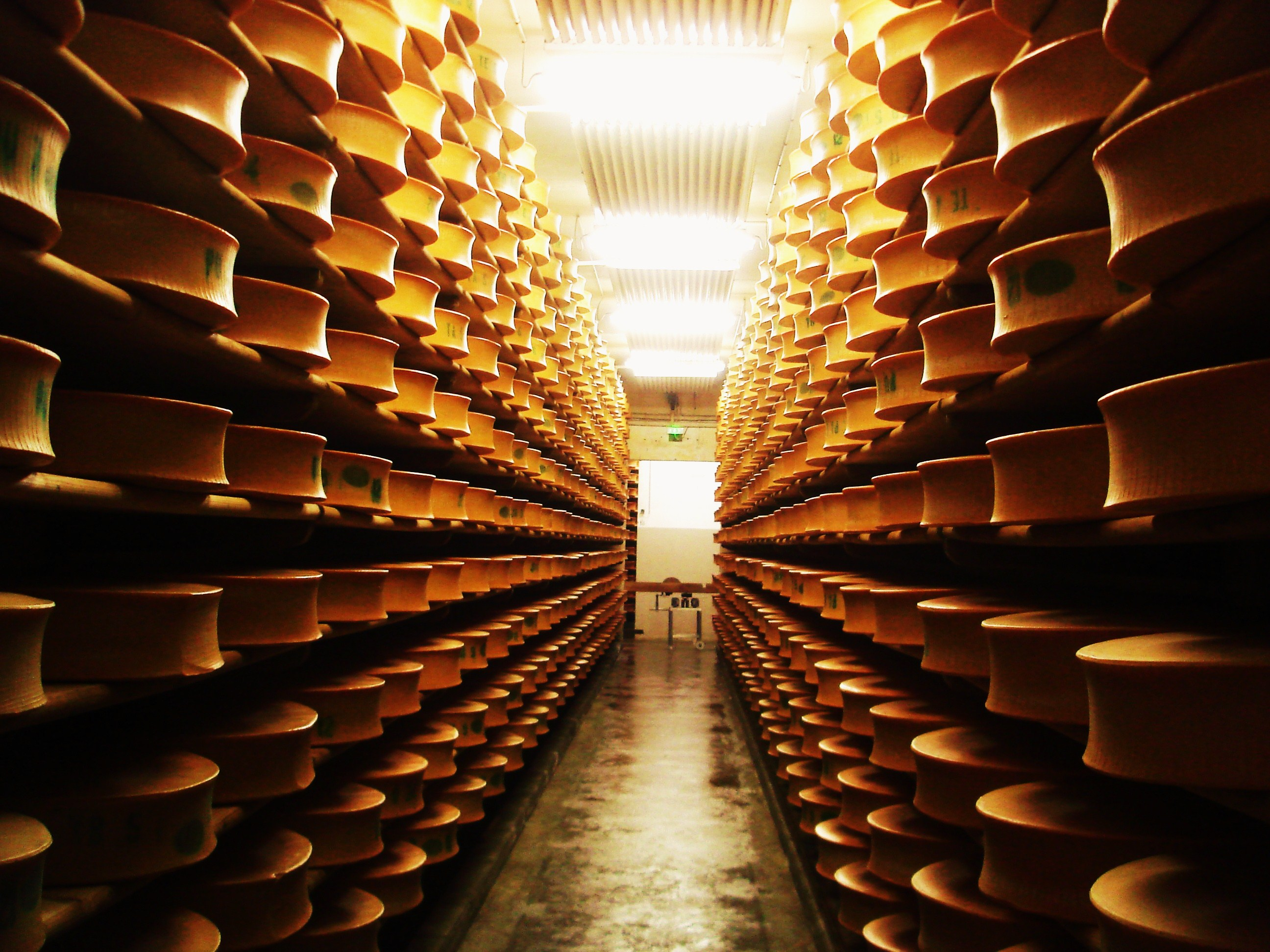
Стеллажи с созревающим сыром

Для изготовления Бофора используют сырое коровье молоко. Для производства одного килограмма сыра необходимо до 11 л молока. В нагретое до 33 °C молоко добавляют сычужную закваску.
После того как молоко свернётся, калье измельчают и нагревают до 53—54 °C, постоянно помешивая.
На этом этапе из сырного зерна удаляется лишняя влага. Затем будущий сыр заворачивают в льняную ткань, помещают в деревянный обруч, накрывают кругом и помещают на 20 часов под пресс.
Во время прессования сыр несколько раз переворачивают и меняют ткань. Затем сыр должен сутки отлежаться, после чего его солят в соляной бане и раскладывают в погребах на полки из еловых досок для созревания.
Бофор созревает от 5 месяцев до двух лет. В погребах поддерживают температуру не выше 10 °C и повышенную влажность.
Два раза в неделю сыр переворачивают и протирают соляным раствором.

## Описание

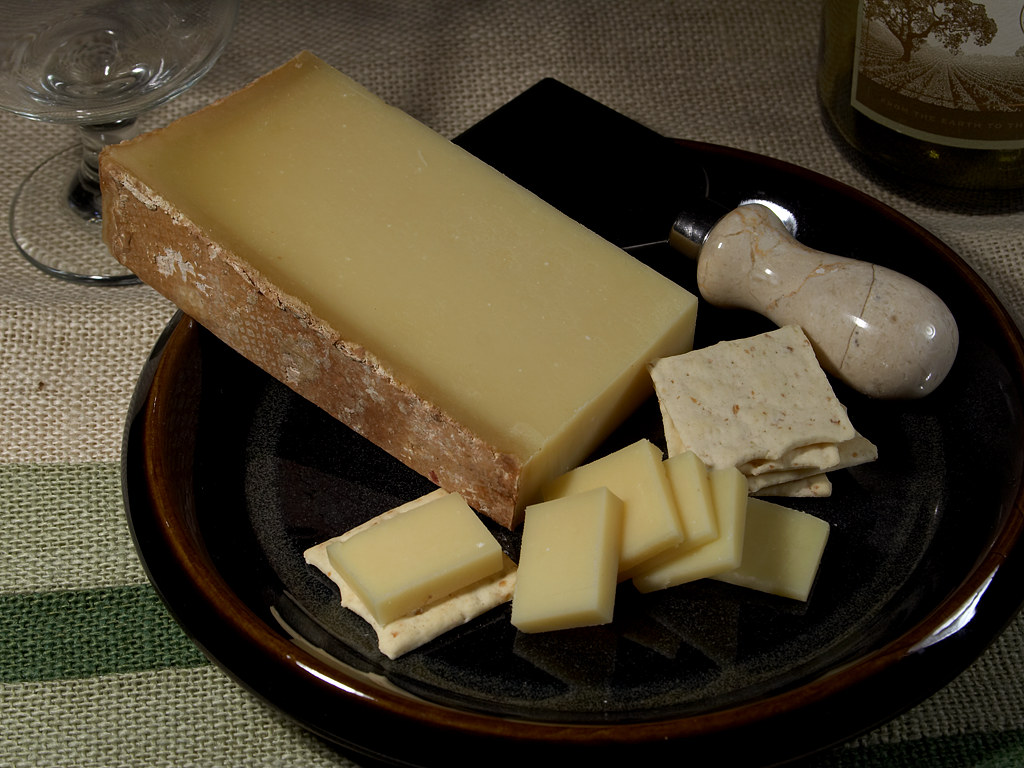

Головка сыра имеет форму круга с вогнутой внутрь кромкой диаметром 35—76 см, высотой 11—16 см и весом от 20 до 70 кг.
Сыр имеет гладкую и упругую мякоть цвета слоновой кости, приятный фруктовый запах и тонкое солёное послевкусие.
Жирность сыра — не менее 48 %. Бофор богат кальцием и белками, поэтому его рекомендуют регулярно употреблять беременным женщинам, больным и пожилым людям.
Бофор можно натереть на тёрке. Бофор подходит почти к любому блюду.
Благодаря тому, что сыр легко плавится, его используют для приготовления сырного фондю. Лучшие вина для Бофора — Chablis, Roussette, Apremont, Chignin.